# فرودگاه مونپلیه - مدیترانه
فرودگاه مونپلیه - مدیترانه (به انگلیسی: Montpellier – Méditerranée Airport) (به زبان بومی: Aéroport de Montpellier - Méditerranée) یک فرودگاه همگانی با کد یاتا MPL است که یک باند فرود آسفالت دارد و طول باند آن ۲۶۰۰ متر است. این فرودگاه در شهر مون‌پلیه کشور فرانسه قرار دارد و در ارتفاع ۵ متری از سطح دریا واقع شده‌است.

## شرکت‌های هواپیمایی و مقصدهای پروازی
| شرکت‌های هواپیمایی        | مقصدهای پروازی                                                             |
| ------------------------ | -------------------------------------------------------------------------- |
| ایر لینگاس               | فصلی: دوبلین                                                               |
| هواپیمایی الجزایر        | هواری بومدین فصلی: اس سینیا وهران                                          |
| ایر عربیا مغرب           | محمد پنجم، مراکش-منارا، فس-سایس، ناظور، ابن بطوطه طنجه                     |
| ایر فرانس                | شارل دوگل پاریس، اورلی فصلی: هواری بومدین (آغاز از ۲۹ اکتبر ۲۰۱۷)          |
| ایر فرانس اجرا توسط هاپ! | نانت آتلانتیک                                                              |
| بریتیش ایرویز            | فصلی: هیترو لندن                                                           |
| Chalair Aviation         | بوردو–مریگناک                                                              |
| ایزی‌جت                   | گاتویک فصلی: لوتن لندن                                                     |
| easyJet Switzerland      | بازل-مولوز-فرایبورگ اروپا                                                  |
| یورو وینگز               | فصلی: دوسلدورف                                                             |
| هاپ!                     | فصلی: ایبیزا                                                               |
| کاال‌ام                   | اسخیپول آمستردام                                                           |
| نروجین ایر شاتل          | فصلی: کپنهاگ، استکهلم-آرلاندا                                              |
| هواپیمایی پادشاهی مراکش  | محمد پنجم                                                                  |
| رایان‌ایر                 | بروکسل جنوب شرلروآ فصلی: فرانکفورت-هان، لیدز برادفورد                      |
| هواپیمایی اسکاندیناوی    | فصلی: کپنهاگ                                                               |
| ولوتی                    | لیل، نانت آتلانتیک، استراسبورگ فصلی: آیاتچو – ناپلئون بنوپارت، برست برتانی |